# 项小吉

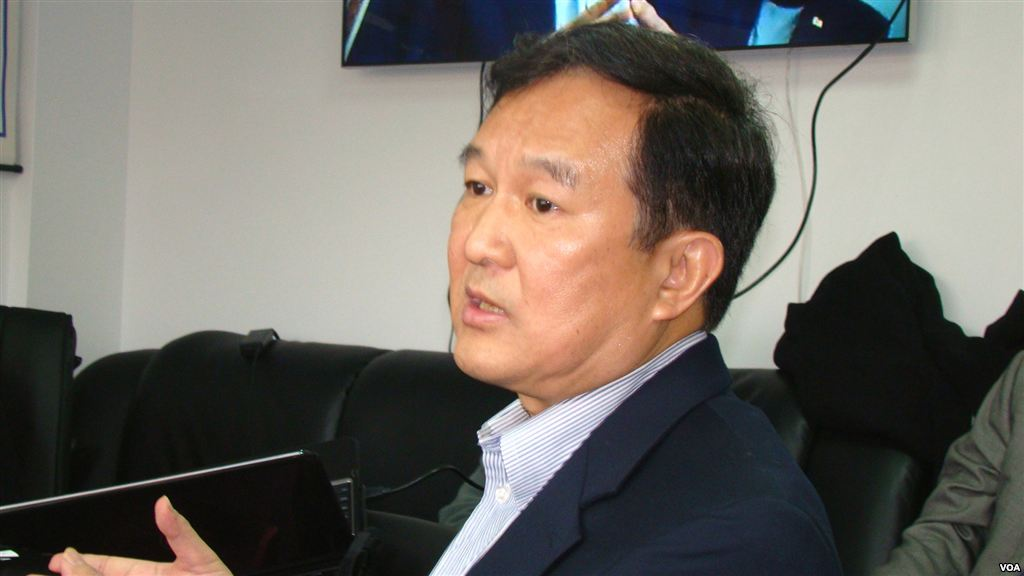
项小吉

项小吉（1957年—），江西南昌人。六四民运领袖。1989年是中国政法大学国际法研究生，八九学运期间，担任高校学生对话团召集人。六四后经黄雀行动渠道逃到香港，然后到了美国。他目前持美国护照，在纽约提供法律咨询服务。现任中国民联副主席、中国民运团体协调会秘书长。2009年被拒入境香港。

## 政治言论
项小吉本人比较自赏的政治言论包括：
- 发明“爱国贼”一词
- 林则徐是汉奸
- “东京审判”无法律依据